# Gyrtona dorsifascialis
Gyrtona dorsifascialis là một loài bướm đêm trong họ Noctuidae.